# Нидерландская Гвинея
Голландская Гвинея (также Голландский Золотой Берег, Нидерландский Золотой Берег, нидерл. Nederlandse Goudkust; официальное название: Владения Нидерландов на побережье Гвинеи, нидерл. Nederlandsche Bezittingen ter Kuste van Guinea) — колония Нидерландов с 1637 по 1871 год, в основном на территории современной Ганы. Столица — Эльмина.

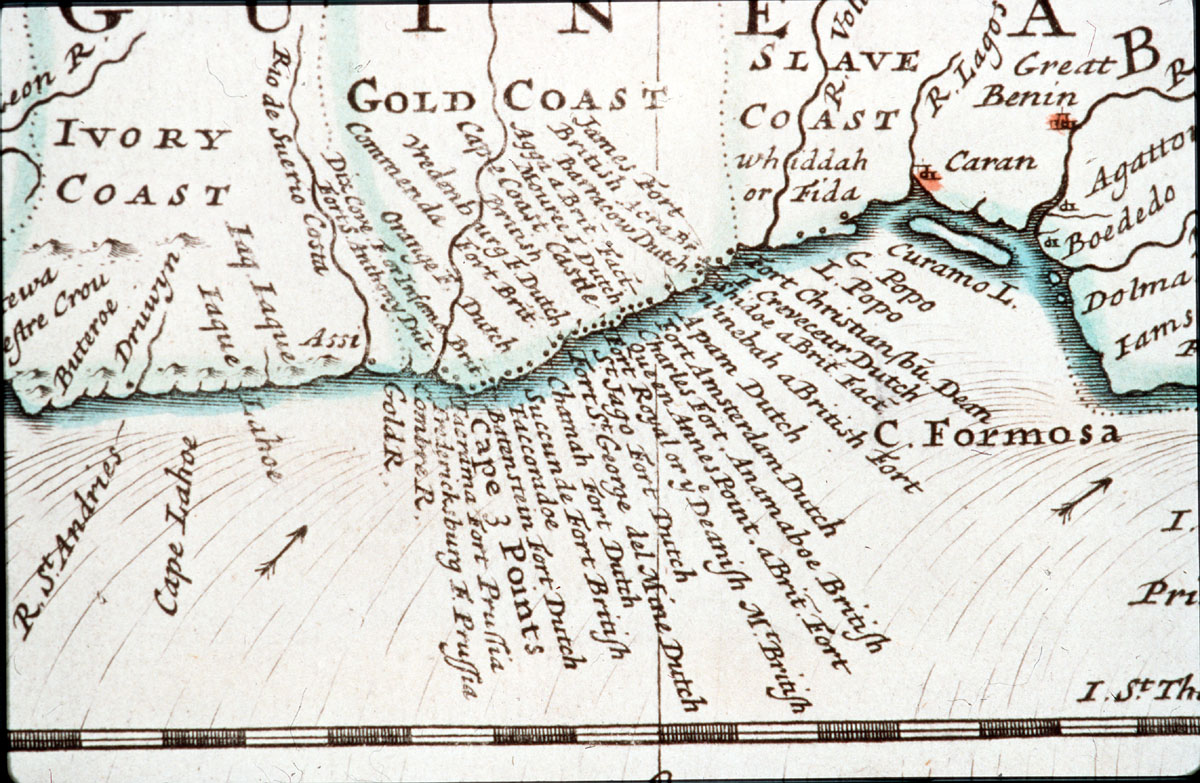
Карта Голландской Гвинеи

В 1637 году князь Иоганн-Мориц с третьей попытки завоевал форт Сан-Жоржи-да-Мина (Эльмина), ранее принадлежавший Португалии. В последующие века форт стал центром работорговли, которую вела главным образом Голландская Вест-Индская компания. Кроме Эльмины, голландцы также удерживали в своих руках другие форты и фактории на побережье Ганы (Золотого Берега). (Не следует смешивать эти фактории с Невольничьим Берегом на территории современных Того, Бенина и Нигерии, где у компании также были владения).
Климат в колонии был крайне неблагоприятен для европейцев, многие из которых умерли от малярии, жёлтой лихорадки и других болезней. Колония также называлась «берегом смерти» (нидерл. «Moordkust»).

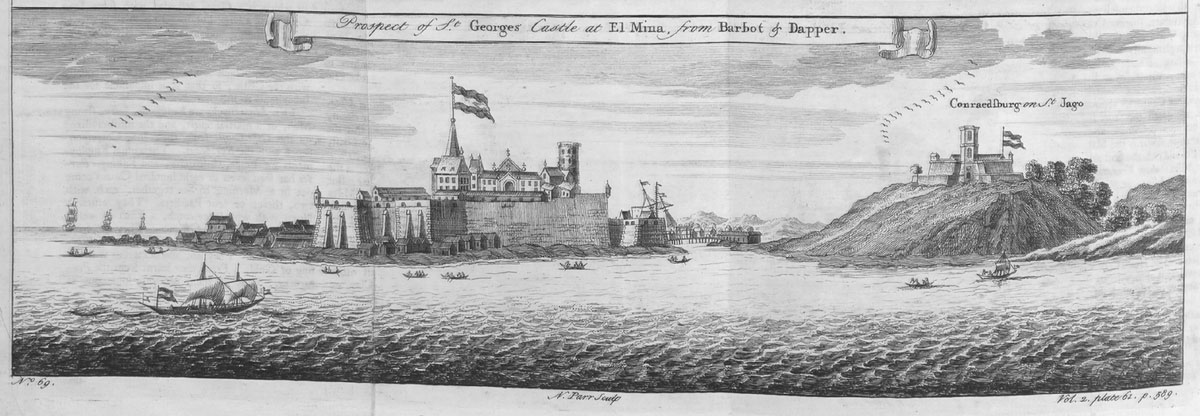
Крепости Эльмина (слева) и Кунрадсбюрг (Сан-Яго).

Нидерланды владели следующими портами:
- Форт Амстердам
- Форт Аполлония
- Форт Батенштейн
- Вреденбюрг
- Форт Витсен
- Форт Голландия (Гросс-Фридрихсбург)
- Доброй Надежды
- Форт Доротеа
- Форт Инглиш
- Кейп-Коаст-Кастл
- Каролюсбюрг
- Кревекёр
- Форт-бей-Кроне
- Кристиенсборг
- Кунрадсбюрг
- Форт Лейсаамнейд
- Форт Метаал-Крёйс
- Мюнфорт
- Форт Нассау
- Форт Оранье
- Рейхавер
- Сан-Себастьян
- Сан-Жоржи-да-Мина (столица Эльмина)
- Санто-Антонио-де-Ашим
- Форт Сингеленбюрг (Кета)
- Элизе Картаго

Форты использовались как для торговли местными продуктами, так и для работорговли. Рабов отправляли на Кюрасао, после чего их перепродавали в другие карибские страны, в основном на плантации в Нидерландскую Гвиану. После ликвидации Голландской Вест-Индской компании территории перешли к государству. Во время французской оккупации Нидерландов в начале XIX века форты Голландской Гвинеи наряду с Дэдзимой оставались единственными территориями под контролем голландцев (другие голландские колонии в этот период были захвачены англичанами).
В XIX веке в Эльмине был центр по набору африканцев в Королевскую Нидерландскую Индийскую армию и отправки их в Индонезию. Большинство солдат после окончания службы оставались в Индонезии.
В начале XIX века работорговля была прекращена, что не лучшим образом сказалось на экономике колонии. По плану губернатора Хермана Виллема Денделса, за фортами должны были быть основаны плантации, которые обеспечивали бы существование колоний. Он даже самостоятельно переселился на эти земли, вместе во своими сыновьями, и выделил субсидии на привлечение поселенцев. Через два года он умер от жёлтой лихорадки. Колонии становились всё менее и менее экономически выгодными, и постепенно все земли вокруг фортов перешли более экономически успешным англичанам. Форты не были им проданы в начале XIX века лишь из чувства национальной гордости. Тем не менее, 6 апреля 1871 года был подписан Суматранский договор, по которому фактории Золотого Берега переходили Великобритании за 47 тысяч гульденов, в обмен на отказ англичан от претензий на Ачех и северную Суматру. С потерей Голландской Гвинеи Нидерланды лишились последних своих владений в Африке.